# Amar y vivir (serie de televisión de 1988)
Amar y vivir es una serie colombiana producida por Colombiana de Televisión en 1988. Original de Germán Escallón con libretos de Carlos Duplat. Fue protagonizada por María Fernanda Martínez (Irene) y Luis Eduardo Motoa (Joaquín), acompañados en el elenco por Irma Cristancho, Horacio Tavera, Iván Rodríguez, Gerardo Calero, Waldo Urrego, Sigifredo Vega, Juan Carlos Arango, Inés Prieto, Germán Escallón, Jaime Santos. Fue la telenovela más galardonada en los años 80s en Colombia y su éxito inspiró una película del mismo nombre también dirigida por Carlos Duplat.

## Sinopsis
La historia de un amor enfrentado siempre a la adversidad. Irene Romero es  una joven humilde de padre alcohólico (Mateo, encarnado por Iván Rodríguez, y por Helios Fernández en la versión fílmica) y una madre ruda (encarnada por Lucy Martínez) que vende frutas en una plaza de mercado y sueña con cantar. Joaquín Herrera es un hombre inteligente y emprendedor que acaba de regresar del servicio militar, ha perdido las tierras de su familia a manos de un gamonal y viene a la capital en busca de fortuna y de su hermana Francisca.
Ambos parecen hechos el uno para el otro y unen sus vidas pero la ambición de Joaquín por parte de (Delio, encarnado por Sigifredo Vega, y por Edgardo Román en la versión fílmica) lo lleva al azaroso mundo del crimen: primero trabajando en un taller donde su habilidad a la hora de manipular autos robados le granjea la amistad de Luis "El Padrino" (Gerardo Calero en la versión televisiva y Álvaro Rodríguez en la fílmica), El Chacho y la enemistad de Luis Etilio Cuellar Waldo Urrego. Esto provoca que Irene lo abandone llevándose el fruto de su amor. Irene adelanta una exitosa carrera como cantante, mientras que la vida de Joaquín es cada vez más rica y peligrosa, siempre al borde del abismo final.

## Acogida
Como otras producciones de Colombiana de Televisión, Amar y vivir escudriñó en la problemática de un sector de la población marginada que se ajusta a cualquier país latinoamericano, dentro del lenguaje universal de los sueños, las fantasías y las angustias de la cotidianidad. El profundo contenido humano y social hizo de esta serie un éxito sin precedentes en la historia de la televisión colombiana.
La historia, emitida entre agosto de 1988 y diciembre de 1989, los viernes de 8:30 a 9:30 PM por la Cadena Uno, atrapó a la audiencia de principio a fin pese a las iniciales dudas de la programadora. En 1989, las escenas de un capítulo en la que se mostraba un atentado con un carro bomba, fueron censuradas ya que en la vida real, se vivía lo mismo en medio de la guerra entre el gobierno y Pablo Escobar. Su popularidad fue tal que en 1990 se filmó una película que condensaba la trama, cambiando el final a uno feliz y en la cual se mantuvo a gran parte del elenco original con unas cuantas excepciones.

## Elenco
- María Fernanda Martínez - Irene Romero
- Luis Eduardo Motoa - Joaquín Herrera
- Lucy Martínez - Magola de Romero
- Iván Rodríguez - Mateo Romero
- Waldo Urrego - Luis Etilio Cuéllar
- Irma Cristancho - Otilia
- Yolanda García
- Hugo Gómez
- Gerardo Calero - "El Padrino"
- Horacio Tavera - "El Chacho"
- Juan Carlos Arango - Jacinto
- Maguso
- Ricardo Gómez - "Pelusa"
- Johnny Rodríguez
- Norberto Vallejo
- Carlos Molina "El Cerdo" - "El Maestro"
- Orlando Valenzuela
- Sigifredo Vega - Delio
- Sonia Ceballos
- Jaime Santos - Raúl del Mar
- Haydée Ramírez
- Patricia Ariza
- Jorge Herrera - Humberto
- María Cristina Gálvez
- Sonia Arrubla
- Inés Prieto
- Hansel Camacho
- Bernardo García
- Susy López

## Datos
- El actor Germán Escallón fue actor revelación en la serie Oro, después actuaba en los programas de televisión como Las Muertes Ajenas, Los Hijos de los Ausentes, N. N., Fronteras del Regreso, La Mujer del Presidente, El Pasado No Perdona, Tiempo Final, Sin Retorno y La Bella Ceci y el Imprudente.

- Dos de los personajes más populares de la serie fueron "El Chacho" (Horacio Tavera) y "Cuellar" (Waldo Urrego), al punto que las frases que usaban los personajes se volvieron parte del lenguaje colombiano por aquellos días. Inclusive, el personaje de Cuellar sigue siendo considerado uno de los mejores villanos de la TV Colombiana.

- La música incidental de la serie y el tema principal, "Amar y Vivir" fueron compuestos por Fabio Alfonso Salgado (Estéfano) e interpretado por María Fernanda Martínez, del que se lanzó un sencillo que alcanzó a figurar en listas Colombianas en 1989. Años después, Salgado hizo parte del famoso dueto "Donato y Estéfano".

- En noviembre de 1990 se presentó la versión fílmica de la serie (Coproducción entre Colombiana de Televisión, RTI Televisión y Cine Colombia), que conservó la trama central, aunque se hicieron algunos cambios para condensar 72 capítulos en 90 minutos. Por compromisos previos, no participaron en el filme Irma Cristancho, Iván Rodríguez, Sigifredo Vega y Jaime Santos, siendo reemplazados respectivamente por Patricia Grisales, Helios Fernández, Edgardo Román y Jaime Barbini. Germán Escallón tiene una mínima participación en el filme, pero no aparece en los créditos como creador de la historia.

## Versiones
En 1996, Colombiana de Televisión estrena la segunda versión de esta historia, titulada "HECHiZO", protagonizada por Catherine Siachoque y Ricardo Vélez, la trama seguía las penurias de una mujer humilde pero artista, y un hombre dedicado a buscar a su hermana desaparecida. Esta segunda versión incluyó un ambiente más esotérico y menos violento que la original.
Finalmente en 2019, Fox Telecolombia produjo una tercera versión actualizada de esta historia para Caracol Televisión, esta vez protagonizada por Ana María Estupiñán como Irene Romero y Carlos Torres como Joaquín Herrera, bajo la dirección de Liliana Bocanegra.

## Créditos
- Argumento: Germán Escallón
- Libretos: Germán Escallón / Carlos Duplat
- Música original: Estéfano
- Intérprete: María Fernanda Martínez
- Director: Carlos Duplat
- Producción técnica: Ricardo Amezquita (Producciones RATV)

## Premios
| Premio                                                 | Categoría                   | Nominado                   | Resultado |
| ------------------------------------------------------ | --------------------------- | -------------------------- | --------- |
| Premios India Catalina (VI edición) 1989               | Mejor dramatizado           | Mejor dramatizado          | Ganador   |
| Premios India Catalina (VI edición) 1989               | Mejor libreto               | Carlos Duplat              | Ganador   |
| Premios India Catalina (VII edición) 1990              | Premio Especial del Jurado  | Premio Especial del Jurado | Ganadora  |
| Premios India Catalina (VII edición) 1990              | Mejor actor de reparto      | Waldo Urrego               | Ganador   |
| Premios Simón Bolívar de Televisión (III edición) 1990 | Mejor dramatizado           | Mejor dramatizado          | Ganador   |
| Premios Simón Bolívar de Televisión (III edición) 1990 | Mejor argumento             | Germán Escallón            | Ganador   |
| Premios Simón Bolívar de Televisión (III edición) 1990 | Mejor director              | Carlos Duplat              | Ganador   |
| Premios Simón Bolívar de Televisión (III edición) 1990 | Mejor actriz de dramatizado | María Fernanda Martínez    | Ganadora  |
| Premios Simón Bolívar de Televisión (III edición) 1990 | Mejor actor de reparto      | Waldo Urrego               | Ganador   |

### Otros premios
- "Premio Gama" al Mejor Dramatizado 1989

### Vídeos
- Tema musical de la serie

- Datos: Q5671822